# Falls Road (Belfast)
Falls Road est la route principale traversant l’ouest de Belfast, en Irlande du Nord, allant de la rue Divis au centre-ville de Belfast jusqu’à Andersonstown en banlieue.
Son nom évoque la communauté républicaine catholique de la ville, tandis que la Shankill Road voisine est majoritairement loyaliste et protestante, séparée de Falls Road par les Murs de la paix. Le quartier était un des points chauds du conflit nord-irlandais entre les années 1960 et les années 1990, avec des affrontements entre l'IRA et les soldats britanniques.

## Galerie

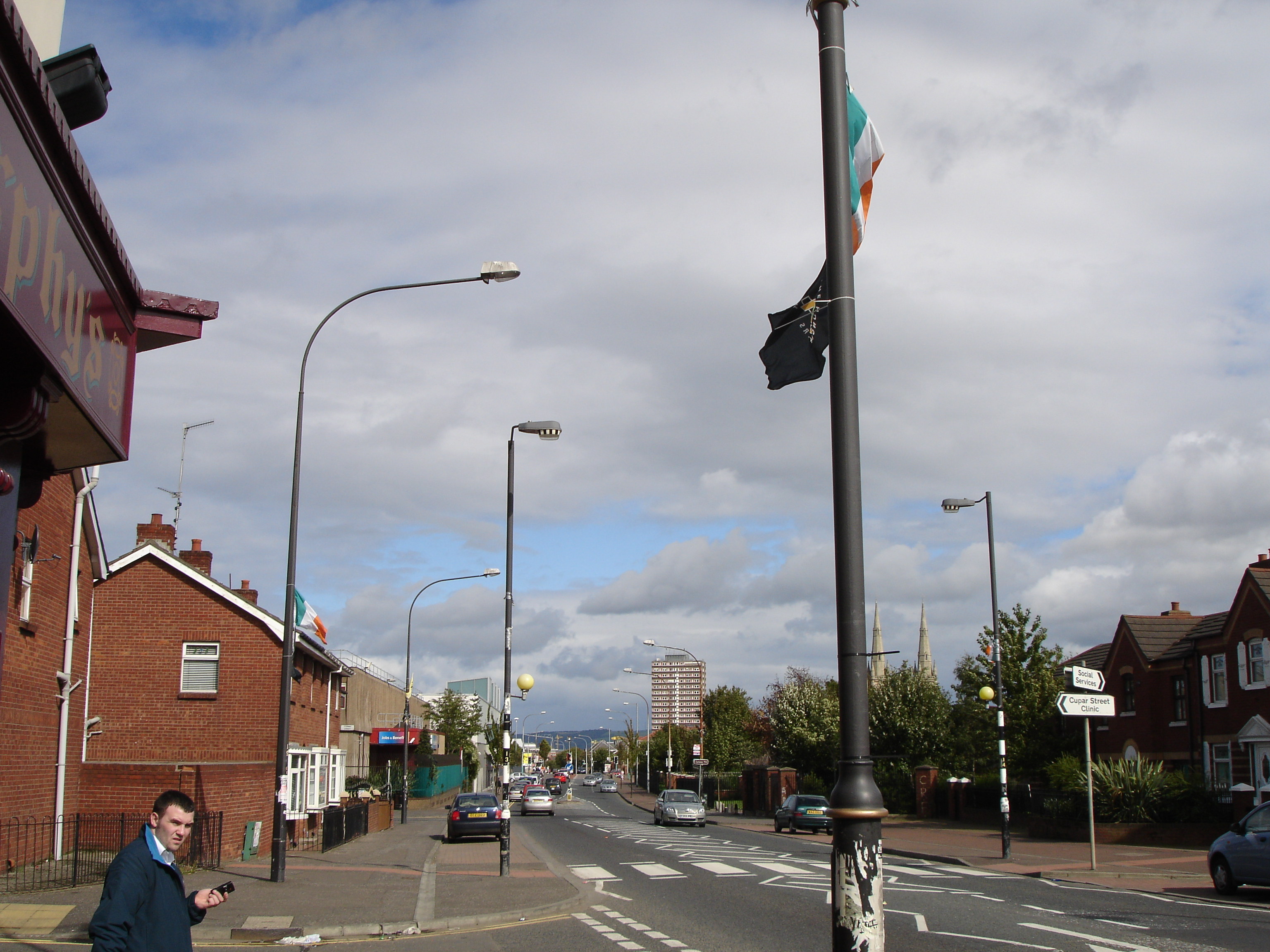
Falls Road à Belfast, en direction du centre-ville

## Sources
- (en) Cet article est partiellement ou en totalité issu de l’article de Wikipédia en anglais intitulé « Falls Road, Belfast » (voir la liste des auteurs).